# 浅川ダム
浅川ダム（あさかわダム）は、長野県長野市、一級河川・信濃川水系浅川に建設されたダム。高さ53メートルの重力式コンクリートダムで、洪水調節を目的とする長野県営の治水専用ダムである。

## 歴史
千曲川の支流・浅川は、長野市の新興市街地を流れ千曲川に合流する中小河川であるが、その延長は短く流れは急峻で、さらに改修事業着手以前は天井川であったことなどから水害が頻発していた。このため、治水安全度を年超過確率1/100と定め、森林整備や遊水地、溜池利用などダムによらない対策も含め、様々な治水対策を住民参加のもと立案・検討した結果、河川改修と治水専用ダムを組み合わせた対策が最適であるという判断に至り、2010年（平成22年）より本体建設に着手した。
2017年3月、ダムの運用が開始。同年5月10日には、浅川ダム管理棟横に展望広場が完成し、地元住民らによる竣工記念碑の除幕式が行われた。長野県による完成式典は、同年7月24日に浅川ダム左岸で実施された。

## 周辺
長野市中心市街地より長野県道506号戸隠高原浅川線を飯綱高原スキー場方面へ進み、八櫛トンネルの出口を左折する。